# 大縄場町
大縄場町（おおなわばちょう）は、愛知県弥富市の地名。

## 地理
旧弥富町中央部に位置する。東は狐地、西は加稲、南は三好、北は稲元に接する。

## 歴史

### 人口の変遷
国勢調査による人口および世帯数の推移。
| 1995年（平成7年）  | 3世帯 16人 |  |
| 2000年（平成12年） | 3世帯 13人 |  |
| 2005年（平成17年） | 3世帯 13人 |  |

### 沿革
- 貞享4年 - 伊勢国長島村在の金森作左衛門および伊藤九郎次による開発という[2]。
- 1906年（明治39年） - 両国村大字大縄場が鍋田村大字大縄場となる[2]。
- 1955年（昭和30年） - 弥富町大字大縄場となる[2]。
- 2006年（平成18年）4月1日 -  弥富市大縄場町となる[WEB 7]。

### WEB
1. ↑  “愛知県弥富市の町丁・字一覧”.   人口統計ラボ. 2022年12月12日閲覧。
2. ↑  “愛知県弥富市の郵便番号一覧”.   日本郵便. 2022年12月12日閲覧。
3. ↑  “市外局番の一覧” (PDF).   総務省 (2022年3月1日). 2022年3月22日閲覧。
4. ↑  総務省統計局 (2014年3月28日). “平成7年国勢調査の調査結果(e-Stat) - 男女別人口及び世帯数 －町丁・字等” (CSV). 2021年7月20日閲覧。
5. ↑  総務省統計局 (2014年5月30日). “平成12年国勢調査の調査結果(e-Stat) - 男女別人口及び世帯数 －町丁・字等” (CSV). 2021年7月20日閲覧。
6. ↑  総務省統計局 (2014年6月27日). “平成17年国勢調査の調査結果(e-Stat) - 男女別人口及び世帯数 －町丁・字等” (CSV). 2021年7月21日閲覧。
7. ↑  弥富市役所 総務部 総務課 行政グループ (2015年2月19日). “弥富市住所一覧  旧弥富町” (pdf).   弥富市. 2023年4月5日閲覧。[リンク切れ]

### 書籍
1. 1 2  「角川日本地名大辞典」編纂委員会 1989, p. 1898.
2. 1 2 3  「角川日本地名大辞典」編纂委員会 1989, p. 283.